# Aphonopelma chamberlini
Aphonopelma chamberlini é uma espécie de aranha pertencente à família Theraphosidae (tarântulas).